# Vignoux-sous-les-Aix
Vignoux-sous-les-Aix é uma comuna francesa na região administrativa do Centro, no departamento Cher. Estende-se por uma área de 14,86 km². Em 2010 a comuna tinha 746 habitantes (densidade: 50,2 hab./km²).